# Jaime Camara
Pour les articles homonymes, voir Camara.
Jaime Camara (né le 5 novembre 1980 à Goiânia au Brésil) est un pilote automobile brésilien.
Après trois saisons en Indy Pro Series, il effectue en 2008 ses débuts dans le championnat IndyCar Series au sein de l'écurie Conquest Racing, dans laquelle il remplace le Français Franck Perera à partir de la manche du Kansas. À l'issue de la saison, qu'il termine à la 23e place du championnat et avec une 14e place comme meilleur résultat, il ne parvient pas à trouver un nouveau volant.

## Résultats aux500 milesd'Indianapolis
| Année | Voiture       | Équipe          | Qualification | Résultat |
| ----- | ------------- | --------------- | ------------- | -------- |
| 2008  | Dallara-Honda | Conquest Racing | 30e           | 31e      |